# Il nostro agente all'Avana (film)
Il nostro agente all'Avana è un film del 1959 diretto da Carol Reed, tratto dall'omonimo romanzo di Graham Greene che ne ha curato anche la sceneggiatura.

## Trama
James Wormold è inglese, vive a L'Avana con la figlia Milly e per vivere vende aspirapolveri. È il periodo della guerra fredda e Joe viene contattato da Hawthorne, dei servizi segreti inglesi, per collaborare con loro come spia. 
Solo il consiglio del suo unico amico, il dottor Hasselbacher, convince Wormold ad accettare la proposta, inducendolo a passare informazioni false agli inglesi per evitare qualsiasi rischio e guadagnare soldi facili da passare alla figlia, che diventa sempre più esigente.
Proprio le false informazioni convincono Hawthorne a inviare sull'isola Beatrice, in qualità di segretaria, e un addetto radio. La loro presenza rende difficile la vita a Wormold, il quale continua a preparare falsi rapporti che vengono presi per veri dal controspionaggio. Quando la situazione inizia a diventare pericolosa anche per lui, rivela tutto a Beatrice e viene poi richiamato a Londra dove i superiori, per non sfigurare di fronte al Primo Ministro, preparano una versione alquanto credibile e offrono a Wormold un lavoro come insegnante di spionaggio per le nuove reclute.